# Toyama Mitsuru
Tōyama Mitsuru (頭山 満?   27 de mayo de 1855 – 5 de octubre de 1944) fue un ideólogo panasiatista e imperialista japonés. Fue uno de los fundadores de la sociedad ultranacionalista radical Genyosha y de su sucesora la Sociedad del Dragón Negro.

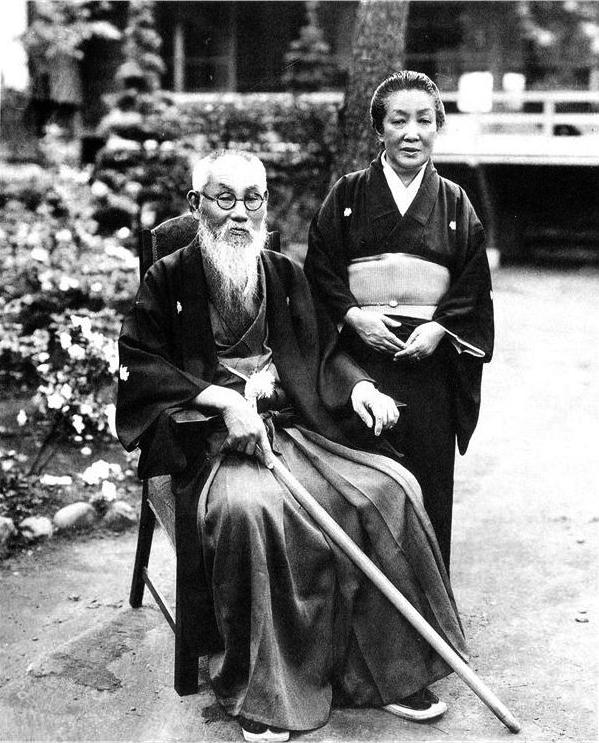
Toyama Mitsuru con su esposa (1927)

Fue el ideólogo ultranacionalista, panasiatista e imperialista más influyente de Japón, como lo demostró su exitosa intervención en 1915 para impedir que el nacionalista indio exiliado Rash Behari Bose fuera expulsado del país por haber formado parte del comité de recepción del héroe revolucionario indio Lala Lajpat Rai quien durante su visita a Tokio había defendido ante sus anfitriones la necesidad de luchar todos juntos por la liberación de Asia frente al imperialismo británico, lo que había motivado las protestas del gobierno de Londres.
Conoció al escritor indio Tagore en 1924 durante la segunda visita que hizo este a Japón, y coincidieron en su panasiatismo, pero en su tercer viaje cinco años después Tagore, haciéndose eco de las protestas de los coreanos por la brutalidades cometidas por los japoneses en su país —ocupado por Japón desde 1910—, le recriminó que Japón se estaba convirtiendo en una potencia imperialista según el «modelo occidental», subordinando los intereses de Asia a los suyos propios. «Ustedes se han contagiado con el virus imperialista europeo», le dijo Tagore, y a pesar de que Toyama intentó calmarlo, Tagore afirmó que jamás volvería a Japón, promesa que cumplió.